# Hoogovenstoernooi 1963
Het Hoogovenstoernooi 1963 was een schaaktoernooi dat plaatsvond in het Nederlandse Beverwijk. Het werd gewonnen door Johannes Donner.

## Eindstand
| Nr.    | Speler                    | Punten |
| ------ | ------------------------- | ------ |
| Goud   | Johannes Donner           | 12     |
| Zilver | David Bronstein           | 11½    |
| Brons  | Bruno Parma               | 11     |
| Brons  | Herman Pilnik             | 11     |
| Brons  | Borislav Ivkov            | 11     |
| 6      | Aleksandar Matanović      | 10     |
| 7      | Joeri Averbach            | 9½     |
| 8      | Gideon Ståhlberg          | 9      |
| 9      | Karl Robatsch             | 8½     |
| 10     | Carel van den Berg        | 8      |
| 10     | Petar Trifunović          | 8      |
| 12     | Alberic O'Kelly de Galway | 7½     |
| 12     | Tan Hoan Liong            | 7½     |
| 14     | Borislav Milić            | 7      |
| 15     | Kick Langeweg             | 6½     |
| 16     | Theo van Scheltinga       | 6½     |
| 17     | Vasja Pirc                | 5      |
| 18     | Ernő Gereben              | 3½     |